# Talmanskonferens
Ledningsorganet i ett parlament kallas ofta talmanskonferens. Där beslutas ofta hur parlamentets arbete ska läggas upp och hur sammanträdena ska genomföras. I en talmanskonferens brukar parlamentets talman och några andra parlamentsledamöter i ledande ställning (till exempel vice talmän) ingå.

## Europaparlamentet
I Europaparlamentet består talmanskonferensen av talmannen och ordförandena i partigrupperna. Konferensen ansvarar för parlamentets förbindelser med nationella parlament och andra institutioner och organisationer inom Europeiska unionen och beslutar bland annat om parlamentets arbetsorganisation och ärenden som rör planering av lagstiftningsarbete.
Vid sidan av talmanskonferensen finns presidiet som består av talmannen och de 14 vice talmännen. Parlamentets kvestorer är medlemmar av presidiet med rådgivande funktion. Presidiet avgör bland annat i frågor om parlamentets interna administrativa och organisatoriska frågor, frågor om sammanträdesordningen och utser parlamentets generalsekreterare.

## Finland
Talmanskonferensen i Finlands riksdag består av talmannen, vice talmännen och ordförandena för riksdagens utskott. Riksdagens generalsekreterare är föredragande och riksdagens lagstiftningsdirektör sekreterare vid konferensens möten.
Riksdagens förvaltning och ekonomi leds av kanslikommissionen, som består av talmannen, vice talmännen samt fyra övriga riksdagsledamöter och ersättare.

## Sverige
I Sveriges riksdag fanns fram till år 2000 en talmanskonferens – bestående av talman, vice talmän, utskottens ordförande, en företrädare för varje partigrupp och vice ordföranden i riksdagens förvaltningsstyrelse – och en förvaltningsstyrelse – bestående av talmannen, åtta riksdagsledamöter och några företrädare för riksdagens personal. De båda organen ersattes av riksdagsstyrelsen den 1 juli 2000.

### Före 1971
Talmanskonferensen kallades under tvåkammarriksdagstiden den råds- och planeringssammankomst, som enligt Riksdagsordningen skulle hållas, när någon av kamrarnas talmän så fann nödvändigt, för överläggning om, vad i avseende på riksdagsärendenas föredragning och göromålens gång borde kamrarna föreslås. 
Konferensen bestod av båda kamrarnas talmän och vice talmän samt tre av vardera kammaren för hela mandatperioden eller för viss tid utsedda ledamöter. Vid dessa sammanträden var också kamrarnas sekreterare närvarande. Även utskottens ordförande och riksdagens kanslideputerade kunde tillkallas för att meddela upplysningar. 
Talmanskonferensens uppgift var att åstadkomma en sådan ordning för ärendenas behandling, att kamrarnas gemensamma utskotts betänkanden, så vitt möjligt var, i kamrarna behandlades samtidigt och att de ärenden, som ovillkorligen måste av varje lagtima riksdag avgöras, hanns med inom den för riksdagens verksamhet bestämda tiden. Även upptogs till förberedande överläggning sådana i utskottsbetänkandena innehållna förslag, som möjligen skulle bli föremål för propositionsvägran. 
Konferensen hade också till uppgift att avge förslag med avseende på arvoden åt riksdagens tjänstemän, kanslier och vaktbetjäning. 
Talmanskonferensen hade sin förebild i föreskriften i 1810 års riksdagsordning 47:e paragraf, att lantmarskalken och de övriga ståndens talmän i närvaro av två av varje stånd utsedda ledamöter samt med biträde av ståndens sekreterare borde dagen förut komma överens om följande dagens föredragningsämnen, på det desamma skulle kunna i möjligaste måtto samtidigt avgöras hos alla stånden.